# أحمد الحارثي
أحمد الحارثي (31 أغسطس 1981-) هو سائق سباقات عُماني. يتنافس حاليًا في بطولة العالم للتحمل التابعة للاتحاد الدولي للسيارات في فئة LMGT3 من سيارة BMW M4 GT3 رقم 46 لفريق BMW M WRT جنباً إلى جنب مع بطل MotoGP تسع مرات فالنتينو روسي، والفائز بسباق نوربورغرينغ 24 ساعة لعام 2018، والفائز بسباق لومان 24 ساعة GTE Pro لعام 2020 البلجيكي ماكسيم مارتن. فاز ببطولة بورشه كاريرا كاب بريطانيا العظمى للمحترفين 1 لعام 2012 وفي عام 2017 أصبح بطل كأس بلانكبان للتحمل للمحترفين إلى جانب زميله البريطاني جوني آدم.

## المهنة

### السنوات الأولى
مارس أحمد رياضة الكارتينج في سن السابعة بعد زيارة مضمار الكارت المحلي الخاص بأخيه في عمان، لكنه لم يتمكن من الانطلاق فيفي هذه الرياضة إلى مهنة إلا بعد أن وصل إلى أوائل العشرينات من عمره. وكانت تجربته الأولى في سباقات السيارات عام 2006، في بطولة الرعد العربية التي أقيمت في البحرين، حيث فتح آفاقًا جديدة كأول سائق عماني يتنافس في سباقات المقعد الواحد أو الفورمولا. أنهى الحارثي الموسم بصفته نائب البطل بفوزين في السباق و10 منصات تتويج من 14 سباقًا، وسعى إلى تحدي جديد للعام التالي وقرر أن يضع نفسه في مواجهة أفضل منافسة في بريطانيا في بطولة فورمولا رينو بارك.

### فورمولا رينو بارك
انضم الحارثي إلى فريق Hillspeed في بداية عام 2007، وواصل الاستمتاع بفترة ناجحة لمدة ثلاث سنوات مع الفريق، وتحسن بشكل مطرد طوال موسمه الأول، حيث صعد إلى منصة التتويج لأول مرة في فورمولا رينو في بطولة الشتاء نهاية العام، وأصبح متصدرًا ثابتًا في عام 2008. وفي ختام موسمه الثاني في الفئة الخامسة بشكل عام، حصل الحارثي على ثلاثة ألقاب. بلغت سنته الأخيرة في بطولة Formula Renault BARC ذروتها بشكل مثير للإعجاب وأنهى الموسم كنائب للبطل بستة منصات تتويج لصالحه وأسرع لفة في السباق، وكما تبين لاحقاً، ستكون بطولة عام 2009 هي الأخيرة له في سباقات المقعد الواحد قبل أن يحول اهتمامه إلى عالم منافسات السيارات الرياضية. خلال عام 2009، ظهر الحارثي أيضًا لأول مرة في بطولة شيفروليه سوبر كارز الشرق الأوسط في فئة SC09، حيث قاد سيارة شيفروليه لومينا خلال سباق دعم الفورمولا1 في الصخير بالبحرين. حصل على منصة تتويج واحدة من السباقين المتنافسين.

### بطولة كأس بورش كاريرا GB
اختار الحارثي الانتقال إلى عالم سباقات السيارات الرياضية شديد التنافسية عام 2010 من خلال التوقيع على السباق مع فريق Redline Racing في بطولة كأس بورش كاريرا لبريطانيا العظمى، وهي فئة دعم لأكبر سلسلة سباقات سيارات في المملكة المتحدة، في بطولة السيارات البريطانية السياحية. كان هذا العام الأكثر شهرة في مسيرته المهنية في تلك المرحلة، حيث تكيف الحارثي بسرعة مع النظام الجديد وأصبح منافسًا منتظمًا على منصة التتويج في فئة Pro-Am 1 للبطولة المرموقة. وبعد قيامه بست زيارات إلى المنصة على مدار الموسم، أنهى العام في المركز الرابع في ترتيب السائقين من فئة Pro-Am 1، والمركز الحادي عشرفي البطولة الرئيسية. كانت أحد أبرز إنجازات الحارثي الشخصية في عام 2010 هو مشاركته في حدث دعم كأس بورشه كاريرا في فرنسا لسباق لومان 24 ساعة الأسطوري، وأصبح أول عماني ينافس على الإطلاق في حلبة لا سارث المشهورة عالميًا، وكانت مشاركته ملحوظة أيضًا لسبب آخر، فقد احتفل سباق بورشه بالذكرى الأربعين لأول فوز للعلامة التجارية في سباق لومان 24 ساعة، وتزامن ذلك مع الذكرى الأربعين، من عهد جلالة السلطان قابوس بن سعيد في عمان. كما ظهر الحارثي أيضًا في بطولة شيفروليه سوبر كارز الشرق الأوسط مرة أخرى، لكن العديد من المشاكل الميكانيكية أعاقت مسيرته.
في عام 2011، عاد الحارثي إلى بطولة كأس بورشه كاريرا لبريطانيا العظمى، وقبل بداية الموسم، تصدر عناوين الأخبار والتاريخ في شوارع مدينته مسقط، من خلال قيادة رحلات الركاب في سيارة سباق بورش 911 جي تي 3، وقد تم تنظيم هذا الحدث بعناية بالتعاون مع شرطة عمان السلطانية والجمعية العمانية للسيارات. تنافس الحارثي مرة أخرى مع ريد لاين للسباقات ولكن مع دخول الفريق الذي يحمل اسم فريق سباق الطيران العماني احترامًا للراعي الرئيسي له الطيران العماني. أنهى الحارثي موسمه الثاني في البطولة بالمركز الثالث في فئة Pro-Am 1، وحقق فوزين وصعد إلى منصة التتويج 12 مرة، وتضمنت البطولة زيارة إلى حلبة نوربورغرينغ نوردشلايف، كما شارك العُماني في كأس بورش كاريرا فرنسا، وظهر لأول مرة في كأس بورشه موبيل 1 سوبركاب في سيلفرستون.
في نوفمبر 2011، شارك الحارثي في بطولة تحدي كأس بورشه جي تي 3 الشرق الأوسط، من بين ستة سباقات تنافس فيها، حصد ثلاث منصات تتويج بما في ذلك فوزه في سباق دعم بطولة العالم للفورمولا 1 الذي ينظمه الاتحاد الدولي للسيارات في حلبة مرسى ياس في أبو ظبي. كما أتيحت له الفرصة للمنافسة في بطولة الإمارات العربية المتحدة جي تي وفاز في أول ظهور له، حيث كان يقود سيارة بورش 911 جي تي 3، بالشراكة مع جيمس ساتون. في 21 فبراير 2012، أعلن الحارثي في مؤتمر صحفي في مسقط عن استمرار مشاركته في كأس بورشه كاريرا بريطانيا العظمى للعام الثالث على التوالي. مع الاحتفاظ بالطيران العماني باعتباره الراعي الرئيسي له، وتم إرسال فريق سباق الطيران العماني مرة أخرى من قبل شركة Redline Racing. منذ البداية كان الحارثي أحد المرشحين للفوز بلقب Pro-Am 1 وقد فعل ذلك بأسلوب أنيق بعد موسم ناجح بشكل ملحوظ، وبعد فوزه بـ 12 سباقًا وحصوله على 17 منصة تتويج في فئة Pro-Am 1 من أصل 20 سباقًا تم التنافس عليها، حصل أيضًا على سلسلة من أسرع اللفات والمراكز الأولى في الصف. كما ظهر الحارثي للمرة الثانية في مسيرته المهنية في بطولة Porsche Mobil 1 Supercup عام 2012 خلال عطلة نهاية الأسبوع في بطولة العالم للفورمولا 1 FIA Formula One British Grand Prix في سيلفرستون.

### بطولة جي تي البريطانية وكأس بلانكبين للقدرة
في مارس 2013، أعلن الحارثي والراعي الرئيسي للطيران العماني عن الانتقال من سباقات السرعة إلى منافسات التحمل بعد التخرج في بطولة أفون تايرز البريطانية جي تي مع فريق Motorbase Performance وبالشراكة مع بطل GT البريطاني مايكل كين، ركض الثنائي تحت راية قاعدة الطيران العماني في سيارة بورش 997 GT3-R. واصل الحارثي إنهاء حملته الأولى في سباقات التحمل بالمركز الخامس في البطولة، حيث حقق هو وكاين انتصارين في السباق على طول الطريق، في الجولة الخامسة في حلبة سنيترتون لسباق السيارات والجولة الثامنة في حلبة بارك زاندفورت في هولندا. كما أتيحت الفرصة للحارثي في عام 2013 لدمج موسم GT البريطاني الخاص به مع حملة في سلسلة التحمل الأوروبية بلانكبين، وهو يقود أيضًا سيارة بورش 997 GT3-R ولكن مع فريق ARC براتيسلافا السلوفاكي في فئة GTR، بالشراكة مع مالك الفريق ميرو كونوبكا، وبرعاية رئيسية من البنك الوطني العماني، حقق الحارثي فوزًا واحدًا خلال الموسم المكون من خمس جولات في حلبة سيلفرستون في يونيو. ظل الحارثي مع Motorbase Performance لموسم 2014، متسابقًا بسيارة Aston Martin Vantage GT3 مع مايكل كين في بطولة GT البريطانية، ومع كاين وستيفن جيلي في سلسلة التحمل بلانكبين. أصبح الحارثي وكاين نائبين للأبطال بانتصارين في أولتون بارك وسيلفرستون، كما صعدا على منصة التتويج مرتين، ثم اجتمع العُماني مجددًا مع بورشه في تحدي كأس بورشه جي تي 3 الشرق الأوسط في الأعوام 2014 و2015. قام مرة أخرى بدمج حملات سلسلة التحمل البريطانية GT وBlancpain مع فريق سباق عمان الذي صممته شركة Motorbase، ومرة أخرى خاض تحديًا متقدمًا مع Aston Martin Vantage GT3 وحصل على المركز الأول في المراكز العشرة الأولى في بلانكبين. وفي نهاية العام، ظهر الحارثي لأول مرة في سباق الخليج 12 ساعة في حلبة مرسى ياس في أبوظبي مع فريق عمان للسباقات، وبشراكة مع جوني آدم ودارين تورنر، صعد الثلاثي إلى منصة التتويج بشكل رائع.
خلال التزامه بسيارة أستون مارتن فانتاج جي تي 3 الموثوقة لعام 2016، ركز الحارثي على كأس بلانكبين للتحمل مع آدم، بالنسبة للسباقات الأطول، والتي تتطلب أكثر من سائقين لكل مشاركة، انضم السائق البريطاني ديفون موديل إلى أعضاء فريق عمان للسباقات. أنهى الموسم بالمركز الرابع في بطولة Pro-Am، كان أهم ما يميز الموسم هو بلا شك أول منصة تتويج لـ Pro-Am تم تحقيقها خلال الجولة الثانية في حلبة Silverstone Grand Prix مع نتائج رئيسية أخرى، بما في ذلك المركز السابع في Pro-Am في إجمالي 24 ساعة من السباق الشهير عالميًا، واحتفالاً بالذكرى السنوية العاشرة لـ Oman Racing في عام 2017. واصل الحارثي شراكته القوية المتزايدة مع آدم ولكن مع انتقال هندسة سيارة أستون مارتن إلى فريق TF Sport البريطاني، برئاسة المتسابق السابق توم فيرير، بدأ الحارثي وآدم موسم كأس بلانكبين للتحمل بشكل مثالي بفوزهما الأول في بطولة Pro-Am في مونزا في إيطاليا، واحتلا المركز الثاني في Pro-Am في الجولة الثانية في سيلفرستون، والثاني مرة أخرى في بول ريكارد في فرنسا، حيث انضم إليهما المتسابق التركي صالح يولوك، وحصل بعد ذلك على المركز الثاني الرائع في بطولة Pro-Am خلال إجمالي 24 ساعة من السبا في شهر يوليو. بعد فوزهما بلقب Pro-Am، ومواصلة تحقيق الفريق للرقم القياسي بنسبة 100% في إنهاء الموسم على منصة التتويج، انضم يولوك مرة أخرى إلى الحارثي وآدم في التحدي على مدار الساعة مرتين مع السائق البريطاني إيوان، هانكي. خلال فترة استراحة منتصف الموسم في تقويم بلانبان، انضم الحارثي إلى المتسابق البريطاني الشاب توم جاكسون في سباقات كأس ميشلان لومان المرموقة على حلبة لا سارث في لومان بفرنسا، والتي تقام كجزء من حزمة الدعم لـ سباق لومان 24 ساعة الشهير عالميًا. بعد فوزه بفئة GTE في كلتا المسابقتين، والتي تضمنت أيضًا سيارات LMP3 النموذجية، قدم ثنائي في سباقات عمان أداءً رائعًا للغاية في السباقين اللذين استغرقا 55 دقيقة.

## سجل السباق

### نتائج بطولة GT البريطانية الكاملة
(مفتاح) (السباقات بالخط العريض تشير إلى المركز الأول) (السباقات المكتوبة بالخط المائل تشير إلى أسرع لفة).
| السنة | الفريق                         | السيارة                    | الفصل | 1        | 2        | 3        | 4       | 5        | 6         | 7       | 8        | 9       | 10       | DC  | النقاط |
| ----- | ------------------------------ | -------------------------- | ----- | -------- | -------- | -------- | ------- | -------- | --------- | ------- | -------- | ------- | -------- | --- | ------ |
| 2013  | قاعدة الطيران العماني          | بورشة 997 GT3-R            | GT3   | OUL 1 4  | OUL 2 9  | ROC 1 6  | SIL 1 8 | SNE 1    | SNE 2 8   | BRH 1 7 | ZAN 1    | ZAN 2 9 | DON 1 12 | 5th | 97     |
| 2014  | فريق عمان للسباقات             | استون مارتن V12 فانتاج GT3 | GT3   | OUL 1    | OUL 2 7  | ROC 1 10 | SIL 1   | SNE 1 8  | SNE 2 12  | SPA 1 2 | SPA 2 10 | BRH 1 2 | DON 1 4  | 2nd | 138    |
| 2015  | فريق عمان للسباقات             | استون مارتن V12 فانتاج GT3 | GT3   | OUL 1 10 | OUL 2 25 | ROC 1 2  | SIL 1 4 | SPA 1 11 | BRH 1 Ret | SNE 1 9 | SNE 2 7  | DON 1 9 |          | 8th | 57     |
| 2021  | فريق عمان للسباقات مع TF sport | استون مارتن فانتاج AMR GT3 | GT3   | BRH 1    | SIL 1    | DON 1    | SPA 1   | SNE 1    | SNE 2 4   | OUL 1   | OUL 2    | DON 1   |          | NC† | 0†     |

† نظرًا لأن الحارثي كان سائقًا ضيفًا، فلم يكن مؤهلاً لتسجيل النقاط.

### النتائج الكاملة لسلسلة لومان الآسيوية
| السنة   | المشاركين                   | الفصل | الهيكل                     | المحرك                       | 1       | 2       | 3         | 4         | 5        | الرتبة | النقاط |
| ------- | --------------------------- | ----- | -------------------------- | ---------------------------- | ------- | ------- | --------- | --------- | -------- | ------ | ------ |
| 2021    | فريق عمان للسباقات TF Sport | GT    | استون مارتن فانتاج AMR GT3 | استون مارتن 4.0 لتر توربو V8 | DUB 1 7 | DUB 2 7 | ABU 1 Ret | ABU 2 4   |          | 8th    | 24     |
| 2022    | فريق عمان للسباقات TF Sport | GT    | استون مارتن فانتاج AMR GT3 | استون مارتن 4.0 لتر توربو V8 | DUB 1 6 | DUB 2 5 | ABU 1 5   | ABU 2 4   |          | 5th    | 40     |
| 2023    | سباق 99                     | LMP2  | اوريكا 07                  | جيبسون 4.2 GK428 لتر V8      | DUB 1   | DUB 2   | ABU 1 7   | ABU 2     |          | 9th    | 26     |
| 2023–24 | سباق 99                     | LMP2  | اوريكا 07                  | 1 جيبسون 4.2 GK428 لتر V8    | SEP 1   | SEP 2   | DUB 1     | ABU 1 Ret | ABU 2 11 | 3rd    | 70     |

الموسم لا يزال في التقدم.

### النتائج الكاملة لبطولة التحمل العالمية التي ينظمها الاتحاد الدولي للسيارات
| السنة | المشاركين       | الفصل    | الهيكل                   | المحرك                           | 1     | 2     | 3       | 4       | 5     | 6      | 7      | 8   | الرتبة | النقاط |
| ----- | --------------- | -------- | ------------------------ | -------------------------------- | ----- | ----- | ------- | ------- | ----- | ------ | ------ | --- | ------ | ------ |
| 2023  | ORT by TF Sport | LMGTE Am | استون مارتن فانتاج AMR   | استون مارتن 4.0 لتر توربو V8     | SEB 9 | ALG 8 | SPA 3   | LMS 2   | MNZ 7 | FUJ 13 | BHR NC |     | 5th    | 65     |
| 2024  | فريق WRT        | LMGT3    | بي ام دبليو ام 4 جي تي 3 | بي إم دبليو P58 3.0 لتر توربو I6 | QAT 4 | IMO 2 | SPA Ret | LMS Ret | SÃO 5 | COA NC | FUJ 3  | BHR | 5th*   | 61*    |

الموسم لا يزال في التقدم.

## روابط خارجية
- الموقع الرسمي
- أحمد الحارثي على موقع DriverDB.com (الإنجليزية)